# Varànids
Els varànids (Varanidae) són una família de sauròpsids (rèptils) escatosos del subordre dels saures que inclou un únic gènere vivent, Varanus, i diversos d'extints. Inclou els llangardaixos actuals més grans, com ara el dragó de Komodo (Varanus komodoensis).

## Distribució
Les diferents espècies de varans viuen per l'Àfrica, l'Àsia des de l'Índia i Sri Lanka fins a la Xina, Indonèsia, les Filipines, Nova Guinea, Austràlia i les illes de l'oceà Índic.

## Taxonomia
El gènere Varanus inclou 80 espècies:
- Varanus acanthurus Boulenger, 1885 – varà de cua espinosa
- Varanus albigularis (Daudin, 1802)
- Varanus auffenbergi Sprackland, 1999

- Varanus bangonorum Welton et al., 2014
- Varanus baritji King & Horner, 1987
- Varanus beccarii (Doria, 1874) – varà negre
- Varanus bengalensis (Daudin, 1802)
- Varanus bitatawa Welton et al., 2010
- Varanus boehmei Jacobs, 2003
- Varanus bogerti Mertens, 1950
- Varanus brevicauda Boulenger, 1898 – varà cuacurt
- Varanus bushi Aplin et.a l., 2006

- Varanus caerulivirens Ziegler et al., 1999
- Varanus caudolineatus Boulenger, 1898 – varà estriat
- Varanus cerambonensis Philipp, Böhme & Ziegler, 1999 – varà de seram
- Varanus cumingi Martin, 1839

- Varanus dalubhasa Welton et al., 2014

- Varanus doreanus (Meyer, 1874) – varà de cua blava

- Varanus dumerilii (Schlegel, 1839) – varà de Duméril
- Varanus eremius Lucas & Frost, 1895 – varà nan
- Varanus exanthematicus (Bosc, 1792) – varà de les savanes
- Varanus finschi Böhme, Horn & Ziegler, 1994 –
- Varanus flavescens (Hardwicke & Gray, 1827) – varà groc
- Varanus flavirufus – varà d'Austràlia
- Varanus giganteus (Gray, 1845)
- Varanus gilleni Lucas & Frost, 1895
- Varanus glauerti Mertens, 1957
- Varanus glebopalma Mitchell, 1955 – varà crepuscular
- Varanus gouldii (Gray, 1838)
- Varanus griseus (Daudin, 1803)
- Varanus indicus (Daudin, 1802) – varà del Pacífic
- Varanus jobiensis Ahl, 1932 – varà de Sepik
- Varanus juxtindicus Böhme, Philipp & Ziegler, 2002
- Varanus keithhornei Wells & Wellington, 1985
- Varanus kingorum Storr, 1980
- Varanus komodoensis Ouwens, 1912 – dragó de Komodo
- Varanus kordensis (Meyer, 1874)
- Varanus mabitang Gaulke & Curio, 2001
- Varanus macraei Böhme & Jacobs, 2001
- Varanus melinus Böhme & Ziegler, 1997
- Varanus mertensi Glauert, 1951
- Varanus mitchelli Mertens, 1958
- Varanus nebulosus (Gray, 1831)
- Varanus niloticus (Linnaeus a Hasselquist, 1762) – varà del Nil

- Varanus olivaceus Hallowell, 1856
- Varanus ornatus (Daudin, 1802)

- Varanus panoptes (syn. Varanus Argus) Storr, 1980 –
- Varanus pilbarensis Storr, 1980
- Varanus prasinus (Schlegel, 1839) – varà verd
- Varanus primordius Mertens, 1942
- Varanus reisingeri Eidenmüller & Wicker, 2005
- Varanus rosenbergi Mertens, 1957
- Varanus rudicollis (Gray, 1845)

- Varanus salvadorii (Peters & Doria, 1878)
- Varanus salvator (Laurenti, 1768)
- Varanus scalaris Mertens, 1941
- Varanus semiremex Peters, 1869
- Varanus similis Mertens, 1958
- Varanus spenceri Lucas & Frost, 1903
- Varanus spinulosus Mertens, 1941 – varà espinòs
- Varanus storri Mertens, 1966
- Varanus telenesetes Sprackland, 1991
- Varanus timorensis (Gray, 1831) – varà de Timor
- Varanus tristis (Schlegel, 1839)

- Varanus varius (Shaw, 1790)

- Varanus yemenensis Böhme, Joger & Schätti, 1989 – varà del Iemen
- Varanus yuwonoi Harvey & Barker, 1998 – varà de Yuwono
- Varanus zugorum Böhme & Ziegler, 2005

## Descripció d'algunes espècies

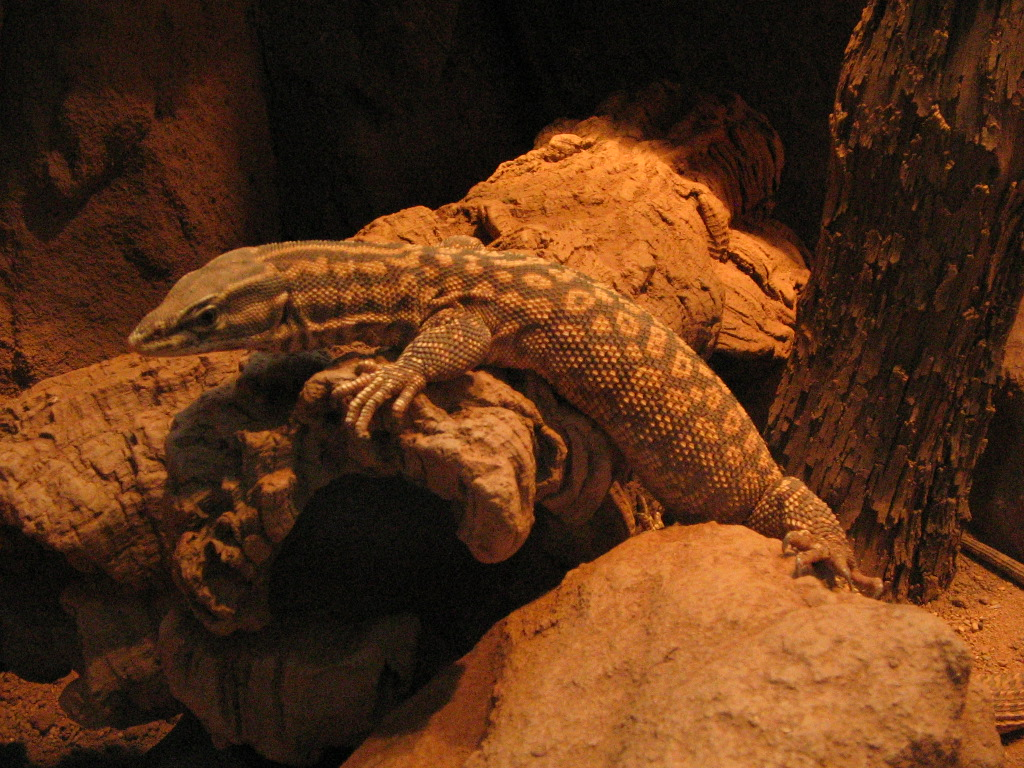
Varanus acanthurus

Varanus acanthurus és una petita espècie de varànids. La seva dieta està formada principalment per insectes i llangardaixos. Varanus acanthurus són una de les espècies que més es veuen en captivitat. Això es deu a la seva petita mida.

Varanus albigularis és una espècie que viu a l'Àfrica. És carnívor i s'alimenta des de rèptils, a ocells i ous, però també gran varietat d'invertebrats com cargols o insectes. Hi ha tres subespècies de Varanus albigularis: Varanus albigularis albigularis, Varanus albigularis angolensis i Varanus albigularis ionidesi.

Varanus auffenbergi és una espècie que viu a l'illa de Roti, 12 quilòmetres al sud-est de l'illa de Timor. Sprackland va descriure aquesta espècie el 1999.

Varanus baritji és una espècie que viu a Austràlia. La màxima llargària d'un Varanus baritji és de 72 centímetres. La temperatura és de 22 a 27 graus Celsius durant el dia i de 15 °C a la nit

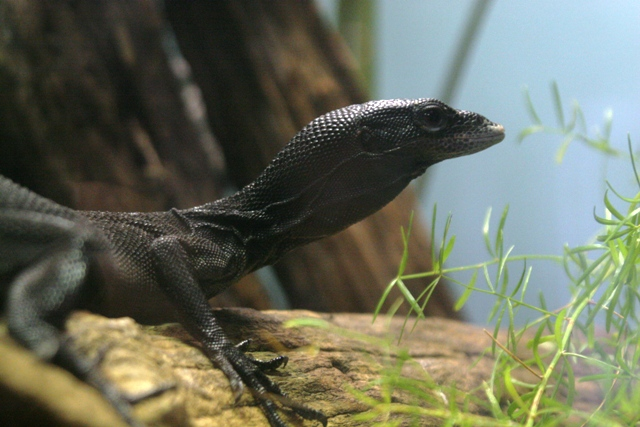
Varanus beccarii

Varanus beccarii és un petit membre dels varànids. Viu al bosc de les illes Aru de Papua Nova Guinea, on el coneixen com Waweyaro. Actualment, Varanus beccarii no és a la Llista Vermella de la UICN. Malgrat això, és força vulnerable a les pèrdues d'hàbitat. És molt popular al comerç de mascotes.

Varanus bengalensis és una espècie que viu a Bangladesh i a l'Índia. El seu cos mesura més de 75 cm amb una cua de 100 cm (1 metre). Menja petits vertebrats terrestres, com aus, artròpodes o peixos. Descrit per François Marie Daudin el 1802. Varanus bengalensis se'l coneix com a "guishaap" o "goshaap" a Bangladesh i "Ghorpad" a Maharashtra.

Descrit per Hans Jacobs el 2003, Varanus boehmei és una espècie que acostuma a fer més de 88 centímetres. La seva cua acostuma a fer ²/₃ del seu cos.

Descrit per Robert Mertens el 1950, Varanus bogerti és una espècie que viu a l'illa Fergusson a la costa est de Nova Guinea. És un varà i els adults acostumen a fer més de 83 centímetres.

Descrit per John Edward Gray el 1845, Varanus brevicauda és una espècie que viu a l'Àsia Sud-oriental. El seu nom anglès ("short-tailed monitor"), que significa "amb cua curta", i es deu al fet que la seva cua només fa 20 cm, comparat amb el '"regular goanna" (nom anglès) que fa 2 metres.

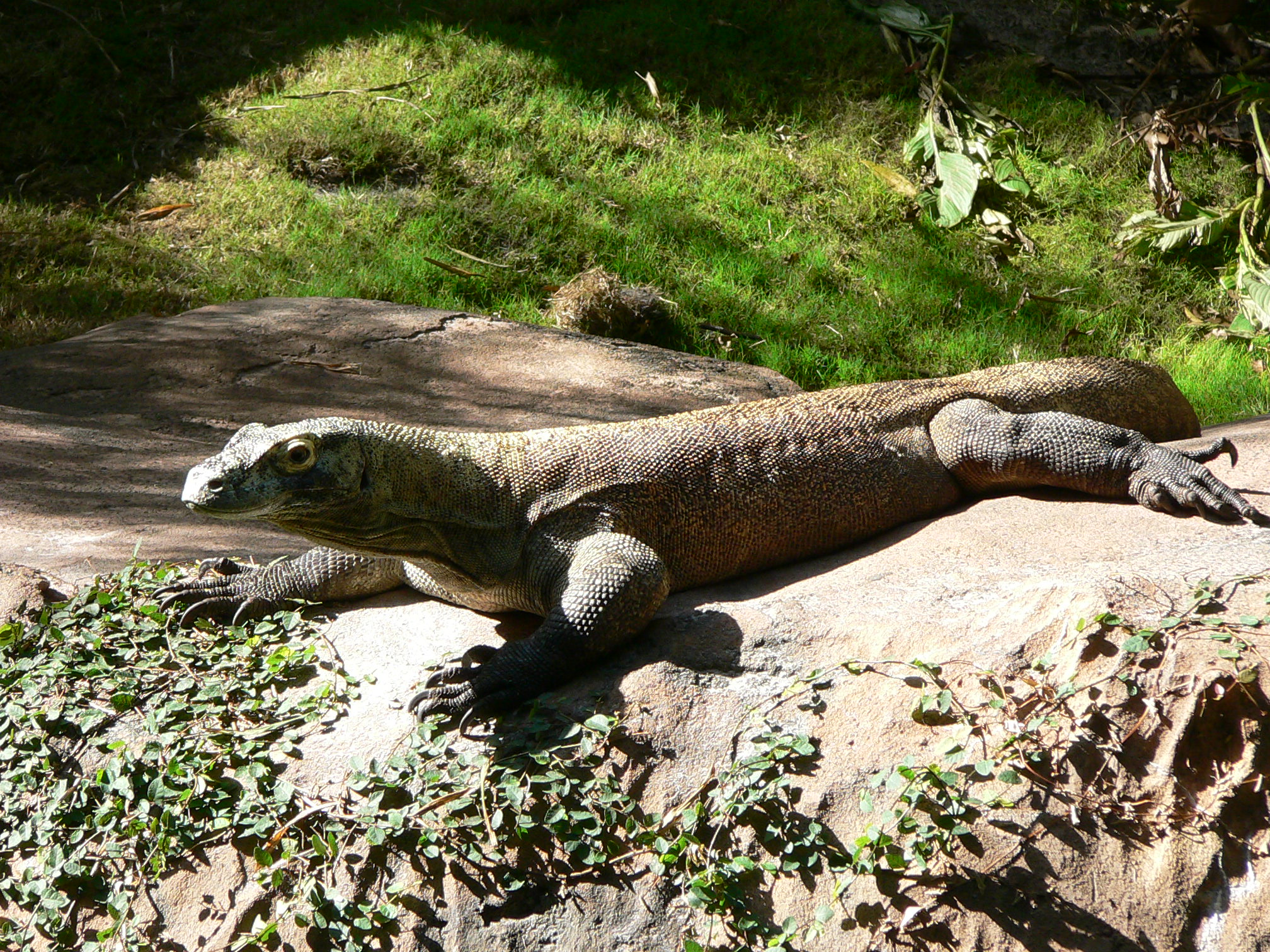
Varanus komodoensis

Descrit per Ziegler, Böhme i Philipp el 1999 Varanus caerulivirens és una espècie que habita la costa est Halmahera. Els animals d'aquesta espècie poden fer més d'un metre i deu centímetres. La seva dieta consisteix bàsicament en escorpins, crustacis i saltamartins.

Varanus komodoensis (dragó de Komodo) és una espècie que habita les illes de Komodo, Rinca, Flores, Gili Motang i Gili Dasami a la Indonèsia central. Fa més 3,5 metres de llargària. Les femelles es poden reproduir sense ser fecundades per un mascle. Acostumen a pondre de 15 a 40 ous.